# Ennominae

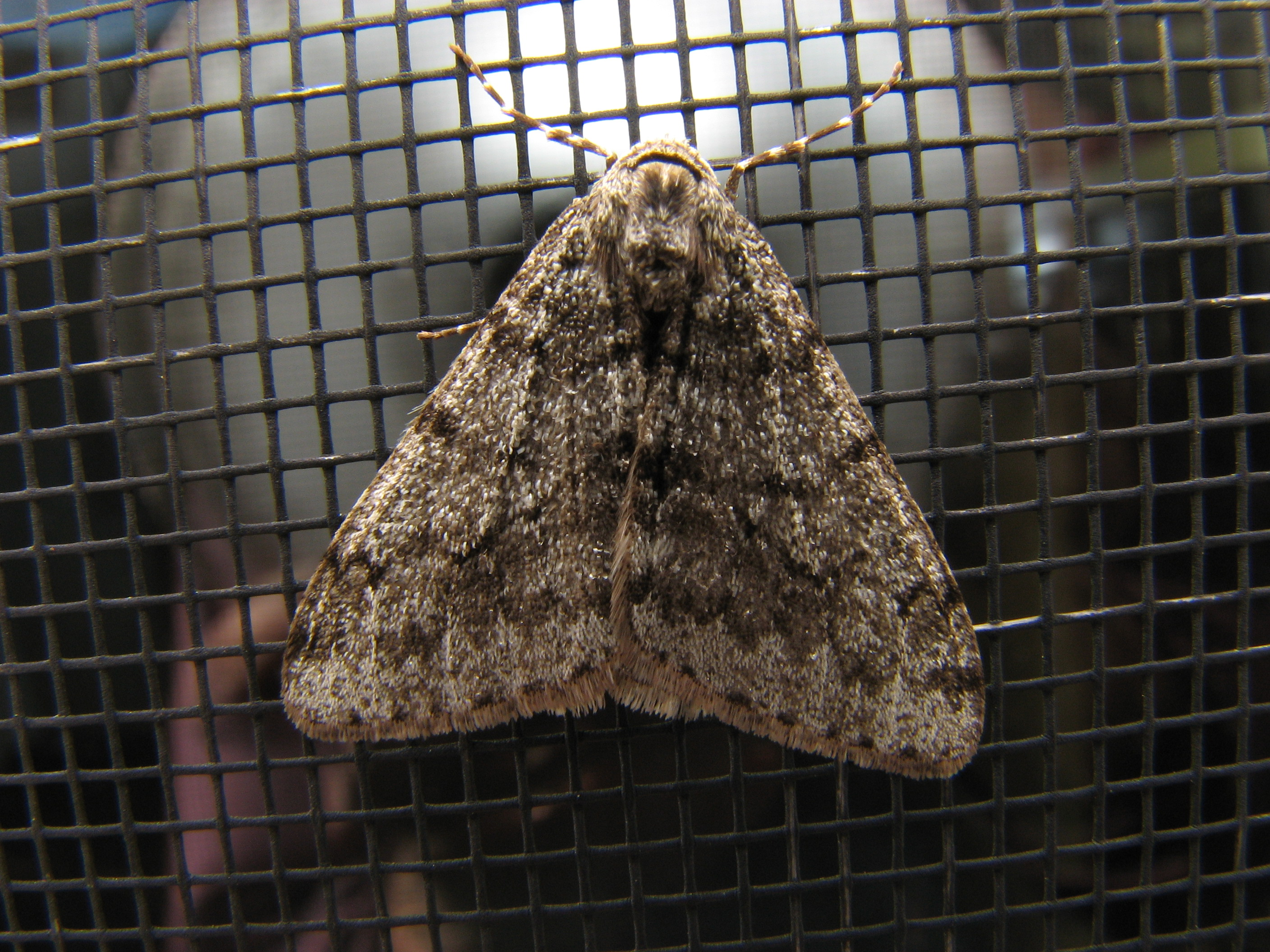
Phigalia strigataria (Bistonini), macho

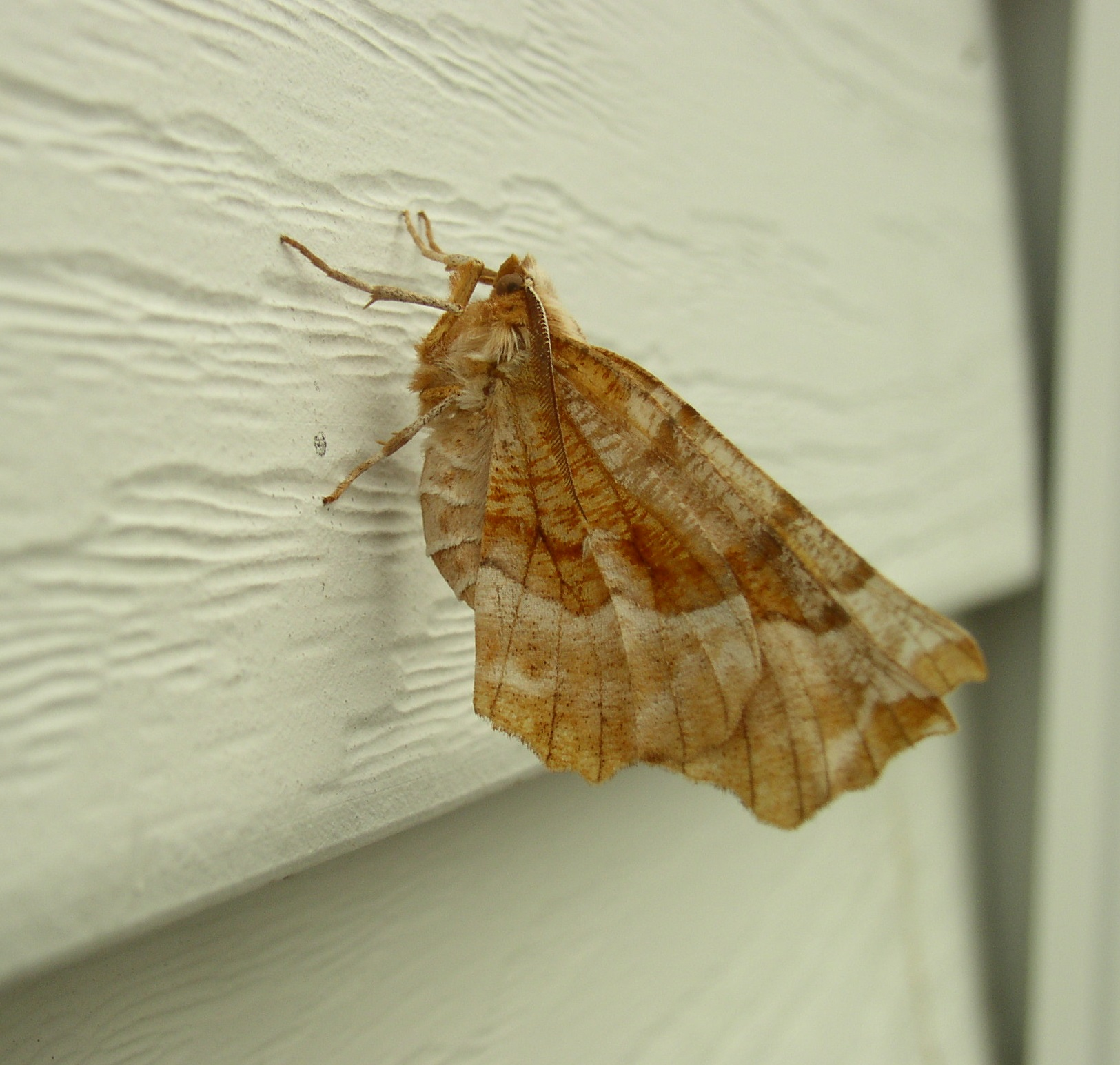
Selenia kentaria (Ennomini), macho

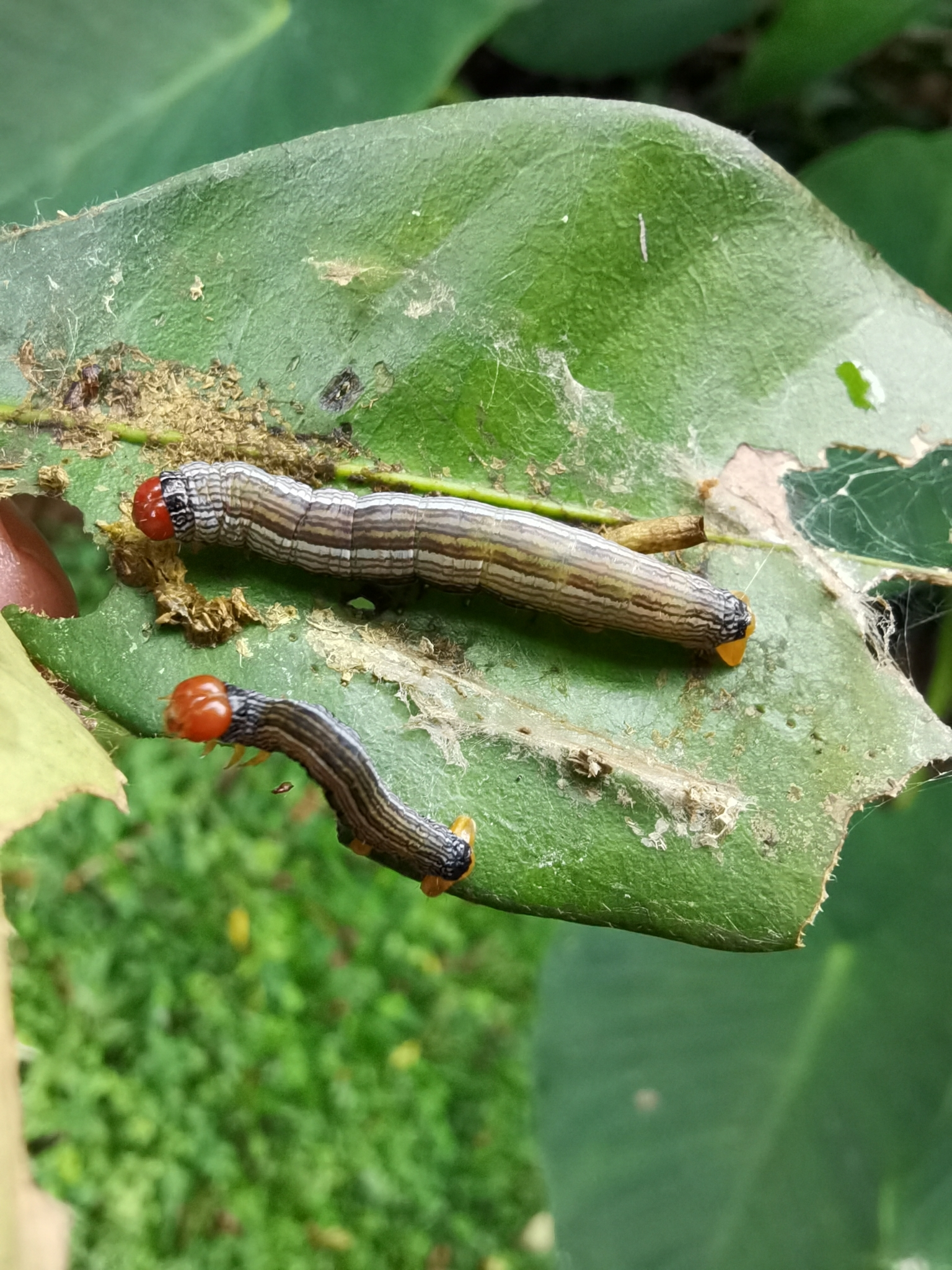
Himeromima aulis, larvas

Ennominae es la subfamilia más numerosa de lepidópteros ditrisios de la familia Geometridae, con más de la mitad de las especies de esta familia. Son usualmente pequeñas polillas, aunque algunas (como Biston betularia) adquieren gran tamaño.
Son de distribución mundial. Algunas especies son defoliadoras y son serias plagas. La mayoría son grises.

## Algunas tribus y géneros
Tribu Baptini
- Lomographa

Tribu Boarmiini
- †Eogeometer (Fischer, Michalski & Hausmann, 2019)[2]

Tribu Bupalini
- Bupalus

Tribu Caberini
- Cabera

Tribu Campaeini
- Campaea

Tribu Colotoini
- Colotois

Tribu Erannini
- Erannis

Tribu Gnophini
- Charissa
- Gnophos
- Hirasa

Tribu Gonodontini
- Aethiopodes (a veces en Odontopera)
- Odontopera

## Génerosincertae sedis
Los siguientes géneros no están definitivamente asignados a una tribu:
- Adactylotis
- Adalbertia
- Afriberina
- Anacamptodes
- Anavitrinelia
- Athroolopha
- Bichroma
- Calamodes
- Chelotephrina
- Chemerina
- Chesiadodes
- Compsoptera
- Cyclomia
- Dasyfidonia
- Dasypteroma
- Ecleora
- Ekboarmia
- Enconista
- Epimecis
- Eubarnesia
- Eurranthis
- Exelis
- Geolyces
- Glaucina
- Glena
- Glenoides
- Hesperumia
- Hulstina
- Hypochrosis
- Hyposidra
- Iridopsis
- Liodesina
- Melanochroia
- Mericisca
- Metanema
- Metarranthis
- Miantochora
- Neoalcis
- Nepterotaea
- Onychora
- Ortaliella
- Orthofidonia
- Paraglaucina
- Parapheromia
- Pimaphera
- Prionomelia
- Probole
- Pterotaea
- Rhoptria
- Sardocyrnia
- Sciadia
- Slossonia
- Sperrya
- Stenoporpia
- Synglochis
- Tornos
- Toulgoetia
- Tracheops
- Xenoecista
- Xylopteryx
- Zamarada
- Zernyia